# Rhagoletis zernyi
Rhagoletis zernyi är en tvåvingeart som beskrevs av Friedrich Georg Hendel 1927. Rhagoletis zernyi ingår i släktet Rhagoletis och familjen borrflugor.
Artens utbredningsområde är Spanien. Inga underarter finns listade i Catalogue of Life.